# Río Guenguel
El Guenguel es un río que se encuentra en las provincias de Santa Cruz y Chubut en la Patagonia, República Argentina. Es tributario del río Senguer, formando parte de la cuenca endorreica con el río Chubut.

## Toponimia
Guenguel en idioma tehuelche se refiere a la panza del guanaco. Este fue colocado debido a la similitud de las bardas del valle del río con la panza de dicho animal.

## Recorrido
Nace en la Cordillera de los Andes, en el norte del departamento Lago Buenos Aires, en la provincia de Santa Cruz. Atraviesa en dirección oeste - este, pasando por la Pampa del río Guenguel. Ya en territorio chubutense en el departamento Río Senguer, se desvía en dirección noreste, pasa por el poblado homónimo, forma un valle productivo y desemboca en el río Mayo cerca de la localidad del mismo nombre. Luego este río desemboca a su vez en el río Senguer.